# 安信信貸
安信信貸有限公司，簡稱安信信貸（英語：PrimeCredit Limited），1977年泰國華僑卜蜂集團謝國民家族成立的一家財務公司，主要業務在香港和中國大陸經營信貸業務，現為香港中旅發展有限公司的子公司。其放債人牌照號碼为：704/2024。
安信2013年經營收入為13.88億元，稅後盈利實際高達5.18億元

## 歷史
1990年代，安信信貸有限公司被馬來西亞成功集團收購，2004年6月，渣打集團以9.8億港元對其全面收購。這次是自從收購大通零售銀行業務後，再在香港開拓財務管理。
2014年10月，澳大利亞專業抵押貸款公司Pepper Group，以5億至7億美元，收購該公司全數股權，其次渣打出售該公司業務，獲利54億港元。
2014年12月16日，中旅金融控股、澳洲金融機構Pepper Australia及美資對冲基金York資本合組財團收購安信信貸及深圳安信小額貸款公司，但未有公布作價，交易完成後，收購財團僅保留無抵押的消費金融業務和深圳安信小額貸款公司，至於住宅按揭資產則會以60億元出售給東亞銀行。
2015年5月6日，中旅金融控股、澳洲金融機構Pepper Australia及美資對冲基金York，完成戰略並購安信項目的交割工作。
2017年8月12日，澳大利亚非银行贷款机构Pepper Group同意接受美国私人股本巨头KKR以6.57亿澳元（合5.18亿美元）现金的收购要约。

## 外部連結
- PrimeCredit.com （页面存档备份，存于）